# آیرا ساکس
آیرا ساکس (انگلیسی: Ira Sachs؛ زادهٔ ۲۱ نوامبر ۱۹۶۵) یک کارگردان فیلم، فیلم‌نامه‌نویس و فیلم‌ساز اهل ایالات متحده آمریکا است.
وی کارگردان فیلم‌هایی همچون عشق عجیب است، دلتا و مردان کوچک است.